# Glenea lineatocollis
Glenea lineatocollis är en skalbaggsart som beskrevs av Thomson 1860. Glenea lineatocollis ingår i släktet Glenea och familjen långhorningar. Inga underarter finns listade i Catalogue of Life.